# Rafael Oropesa
Rafael Oropesa Clausín (Madrid,1893 - Ciudad de México, 12 de octubre de 1944) fue un músico, director de orquesta y compositor español.

## Trayectoria artística
Oropesa fue músico de la Banda Municipal de Madrid, miembro del Partido Comunista de España y directivo del Sindicato de Autores. Con el inicio de la Guerra Civil capitán director de la banda del Quinto Regimiento. Desde el 22 de julio de 1936 esta agrupación musical, compuesta de 32 miembros, acompañó al Quinto Regimiento, primera brigada, 11 División y V Cuerpo del Ejército. Actuó en diversos frentes de la Guerra Civil como los de Madrid, Jarama, Brunete o el Ebro. Hasta que finalmente tuvieron que salir de España con sus instrumentos al final de la guerra con miles de exiliados más atravesando la frontera francesa en febrero de 1939. En Madrid tuvo que quedarse su mujer Felisa Méndez-Villamil con sus ocho hijos, a la que no volvió a ver. 
En Francia estuvo prisionero en el campo de Concentración de Barcarés (Islote I, Barraca num. 23) hasta el 25 de mayo de 1939, día en el que la banda, llamada ya Agrupación Musical Madrid, logró embarcarse en el "Sinaia", el primer buque fletado por el SERE, Servicio de Evacuación de los Refugiados Españoles, con la ayuda del Gobierno Mexicano de Lázaro Cárdenas. Este barco zarpó de Séte (Francia) con 1.600 españoles refugiados de la Guerra Civil hasta su llegada al puerto de Veracruz (México) el 13 de junio de 1939. La Agrupación Musical Madrid desempeñó un papel fundamental, gracias a sus conciertos diarios, en levantar el maltrecho ánimo de los pasajeros que habían tenido que dejar forzosamente su país. La agrupación musical también actuó en la ceremonia de recepción al llegar a Veracruz con la interpretación de varias piezas mexicanas y españolas.
Oropesa tiene más de cien canciones registradas en la Sociedad General de Autores de España (SGAE) y fue un compositor famoso en su época, autor, junto a Florencio Estrada Ledesma, de uno de los pasodobles más interpretados en las plazas de toros, 'Domingo Ortega', con letra de Salvador Mauri, así como 'Chiclanera', que Oropesa compuso con Vega y Antonio Carmona y que fue popularizado por Angelillo en 1936. 
Oropesa y Ledesma compusieron también 'Majas y majos' y los chotis 'Tirana de Lavapiés', 'El organillo ha vuelto', 'Coplas y requiebros' y 'Estampas madrileñas',  pasodobles como 'La vuelta de Belmonte' (con Montoro y Sanz) o 'Carlos Arruza', y un 'one step' llamado 'Si vas a París, papá' (con letra de M. Álvarez Díaz) que se haría muy popular en los años 30. 
Una controversia reciente atribuye la autoría de Rafael Oropesa del famoso chotis "Madrid", tema tradicionalmente atribuido al cantante y compositor de Veracruz (México) Agustín Lara.
Según su familia, su mujer entre las cartas que había recibido desde México su marido exiliado le contaba su nueva creación, un chotis dedicado a la capital de España y a su esposa. Además Agustín Lara por aquel tiempo nunca había estado en Madrid, sorprendiendo el uso de expresiones y giros lingüísticos muy castizos y singulares como  'chulona', 'agasajo postinero', 'piropo retrechero' o 'armar la tremolina'. Referencias de compañeros del exilio citaban que Oropesa había tenido que incluso malvender su música para sobrevivir en México. Finalmente el compositor español Carmelo Bernaola (1929-2002) -uno de los máximos exponentes de la música española de la segunda mitad del siglo XX- afirmó a la familia que en el chotis 'Madrid' hay similitudes con el estilo de Oropesa.

## Composiciones[4]
- 1929 ¡Si Vas A París, papá!, one step (con Florencio Estrada Ledesma ) Texto: Manuel Álvarez Díaz
- 1930 Alfredo Corrochano, pasodoble (con Florencio Estrada Ledesma) - Texto: Salvador Mauri
- 1930 El bombero torero, pasodoble (con Florencio Estrada Ledesma) - Texto: Fidel Prado
- 1930 Pepe Amorós, pasodoble (con Florencio Estrada Ledesma)
- 1931 Domingo Ortega, pasodoble (con Florencio Estrada Ledesma)- Texto: Salvador Mauri
- 1932 ¡Comunista!, one step  (con Florencio Estrada Ledesma) - Texto: Manuel Álvarez Díaz , Rafael Ortega Lisson
- 1932 La vuelta de Belmonte, pasodoble (con Florencio Estrada Ledesma) - Texto: Alejo León Montoro , Ángel González Sanz
- 1933 Curro Caro, pasodoble (con Florencio Estrada Ledesma) - Texto: Fidel Prado
- 1936 Chiclanera, pasodoble (con Florencio Estrada Ledesma, Antonio Carmona Reverte) - Texto: Luis Vega Pernas
- 1950 Antoñito Maravilla, pasodoble (con Florencio Estrada Ledesma)
- Atarfeño, pasodoble
- ¡Aún hay clase!, chotis(con Florencio Estrada Ledesma)
- Carlos Arruza
- Chiquichi (con Florencio Estrada Ledesma)
- Diego de los Reyes
- El mago de la muleta, pasodoble
- El último brindis
- Elegante y castizo, chotis (con Florencio Estrada Ledesma)
- Ese es el mío, pasodoble
- Evocación cubana, Habanera (con Florencio Estrada Ledesma)
- Juan, ábreme la hucha, rumba (Florencio Estrada Ledesma)
- Lavapiés 53, chotis(con Florencio Estrada Ledesma)
- Majas y majos de "Estampas Madrileñas" (con Florencio Estrada Ledesma)
- Tirana de Lavapiés
- El organillo ha vuelto
- Coplas, requiebros y estampas madrileñas
- Paco Marcos, pasodoble (con Florencio Estrada Ledesma)
- Por la puerta grande, pasodoble (con Florencio Estrada Ledesma)
- Madrid, chotis
- Himno al Real Madrid, (con M. Álvarez Díaz y Florencio Estrada Ledesma), editado por La Voz de su Amo